# Cherry Núñez
María Dolores Núñez Rodríguez conocida como Cherry Núñez (Maracay, 7 de octubre de 1950) es una publicista, exconcejal y exreina de Belleza Venezolana conocida por su participación en el Miss Venezuela 1968 (1° Finalista), y por su desempeño como concejal del Municipio Baruta durante el período 1993-1996.

## Biografía
Hija de Luis Núñez García y Maruja Rodríguez Mottola, nace en Maracay el 7 de octubre de 1950 y se radicó en la ciudad de Caracas en 1954. Desde pequeña se interesó por el trabajo social y a raíz de eso se convirtió en joven voluntaria del Hospital Vargas en 1962 a los 11 años.
En 1967, por insistencia de  familiares y amigos, participa en el Reina Cuatricentenario de Caracas como representante del Ateneo de Caracas. Allí obtiene el lugar de 2° Finalista.
Al año siguiente, de 17 años, participa en el Miss Venezuela 1968 representando al Estado Miranda.
En éste es una de las dos  favoritas del público y la prensa y logra el lugar de 1° Finalista, lo que la envió al Miss Mundo 1968 en Londres. 
Allí, a pesar de ser de nuevo una de las favoritas, no clasificó. Ese año se había reavivado el conflicto entre la Guayana Británica y Venezuela por los límites del Esequibo, siendo este el tema principal en la prensa inglesa. Posiblemente eso influyó en el concurso.
Cherry, quien se había graduado de bachiller poco después del Miss Venezuela, decide irse a Suiza unos meses para perfeccionar el idioma francés y luego se va a París donde estudia dos semestres de psicología en La Sorbona. Cuando regresa, coescribe y conduce un programa radial unos pocos años, mientras continúa los estudios de psicología en la UCAB y luego en la UCV.
A finales de los años 80 se interesa por el trabajo político de defensa vecinal y gracias a su actividad gana el cargo de concejal uninominal en las elecciones del Municipio Baruta del año 1992 para el período 93-96.
Luego trabaja varios años como uno de los directores creativos de ARS Publicidad, de las compañías publicitarias más grandes de Venezuela.
Tiene tres hijas y vive en Caracas.